# Justyn (Stefanović)
Justyn, nazwisko świeckie Miroslav Stefanović (ur. 1955 w Čačaku) – serbski biskup prawosławny.

## Życiorys
Po ukończeniu średniej szkoły chemiczno-technicznej rozpoczął studia ekonomiczne, które przerwał, by w 1980 wstąpić do monasteru Crna Reka. W 1982 złożył w nim wieczyste śluby mnisze, w tym samym roku został wyświęcony na hieromnicha. Cztery lata później ukończył wyższe studia teologiczne na Uniwersytecie Belgradzkim. W 1990 ukończył również studia podyplomowe w Atenach. W 1991, po wyborze przełożonego monasteru Crna Reka Artemiusza (Radosavljevicia), został mianowany igumenem i przejął kierownictwo klasztorem.
W 1992 został Sobór Biskupów Serbskiego Kościoła Prawosławnego nominował go na biskupa hwostańskiego, wikariusza eparchii timockiej. W tym samym roku duchowny objął zarząd tejże eparchii jako jej ordynariusz.
W 1994 rozpoczął ponowne wydawanie (po 50 latach przerwy) pisma Glasnik – oficjalnego teologicznego organu eparchii timockiej.
W 2014 został biskupem Žičy.
Od czasu wstąpienia do monasteru zajmuje się rzeźbą w drewnie. Swoje prace wystawiał w 1995 w Belgradzie.